# Rhamdia schomburgkii
Rhamdia schomburgkii är en fiskart som beskrevs av Bleeker, 1858. Rhamdia schomburgkii ingår i släktet Rhamdia och familjen Heptapteridae. Inga underarter finns listade i Catalogue of Life.